# Donji Meljani
Donji Meljani is een plaats in de gemeente Slatina in de Kroatische provincie Virovitica-Podravina. De plaats telt 241 inwoners (2001).